# Buma Bibliotheek

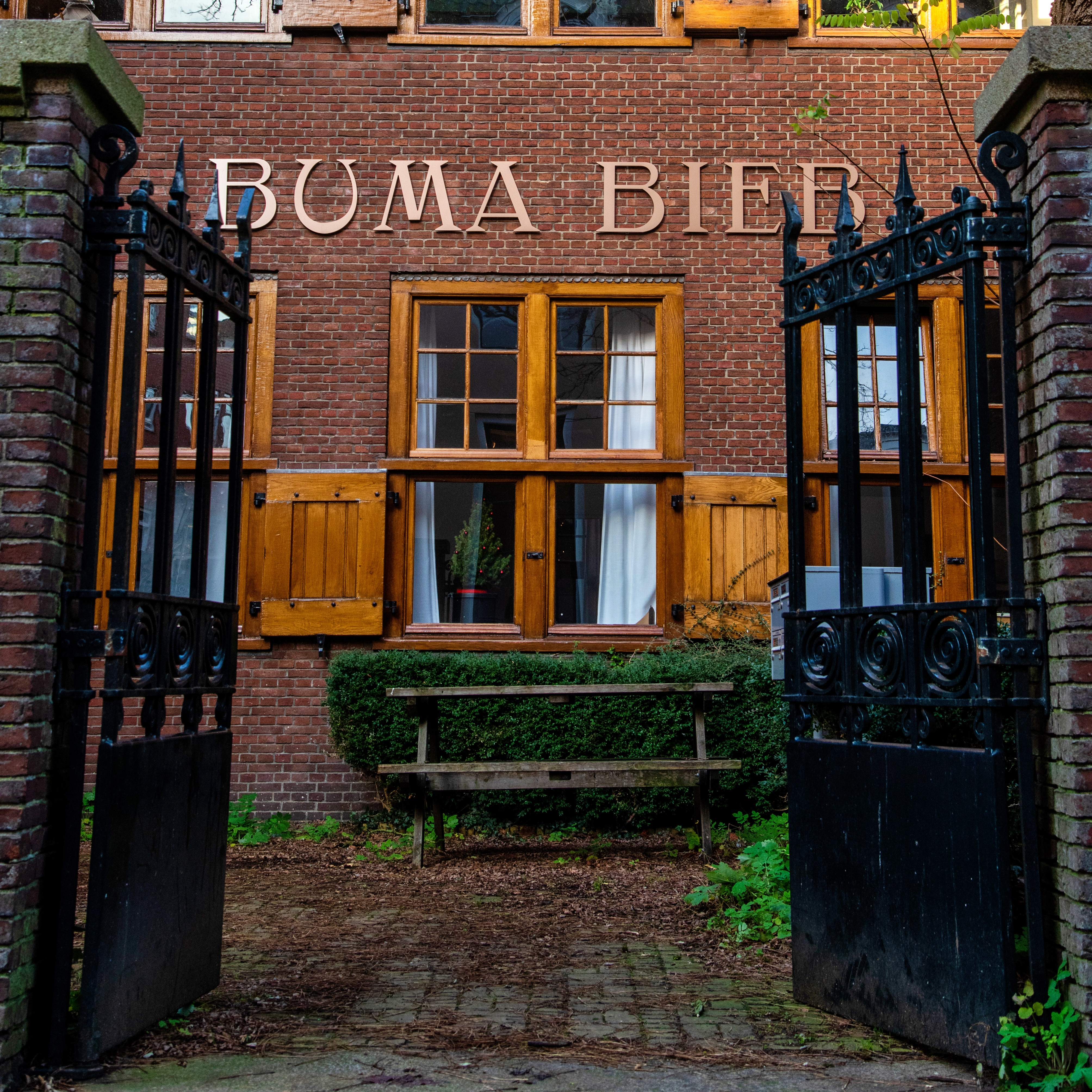
Van 1934 tot 1967 was de Buma Bibliotheek gevestigd in dit pand aan de Grote Kerkstraat 29 in Leeuwarden

De Buma Bibliotheek is een informatiecentrum voor de klassieke oudheid met als kern een boekencollectie van meer dan 50.000 boeken over de klassieke oudheid. Het maakt deel uit van Tresoar - Frysk Histoarysk en Letterkundich Sintrum ("Fries Historisch en Letterkundig Centrum") te Leeuwarden.
De Buma Bibliotheek is opgericht in 1876 door de Staten van Friesland uit een legaat ter waarde van Fl. 100.000 (nu ongeveer een kleine miljoen euro) van de Friese classicus dr. Lieuwe Annes Buma (1796-1876). Dr. L.A. Buma wilde een bibliotheek voor de Griekse en Latijnse taal en letterkunde, die gevestigd zou zijn in Leeuwarden en voor een algemeen publiek toegankelijk.
De collectie werd ondergebracht in het Paleis van Justitie en vervolgens bij de Provinciale Bibliotheek van Friesland in de Kanselarij aan de Tweebaksmarkt. Omstreeks 1930 moest naar nieuwe huisvesting gezocht worden. De collectie verhuisde naar een nieuw pand in Delftse School-stijl aan de Grote Kerkstraat 29, dat speciaal voor de collectie ontworpen was door  ir. D.F. Wouda.  Nadat de Provinciale Bibliotheek in 1967 een nieuw pand aan de Boterhoek 1 betrokken had, verhuisde de Buma-bibliotheek ook naar dit gebouw, waar het een eigen leeszaal en boekenmagazijn kreeg.
De boekencollectie van de Buma Bibliotheek bevat tekstedities en vertalingen van werken van klassieke auteurs en studies over deze auteurs. Ook is er aandacht voor vroegchristelijke schrijvers en voor de geschiedenis, filosofie en kunst van de Griekse en Romeinse oudheid. De tijdschriftencollectie bestaat uit de meest vooraanstaande Engelse, Duitse, Franse en uiteraard Nederlandse tijdschriften op het terrein van de klassieke talen en cultuur. Jaarlijks worden er ongeveer 300 titels aangeschaft.
De Buma Bibliotheek participeert in veel initiatieven om de klassieke oudheid in Friesland en daarbuiten onder de aandacht te brengen. Daarnaast ondersteunt de bibliotheek wetenschappelijk onderzoek naar de Romeinse oudheid in Friesland en biedt het lesprogramma's aan aan de gymnasia.